# Dubai Maritime City
A Cidade Marítima de Dubai (DMC), localizada em Dubai, se trata de uma zona marítima polivalente. DMC consiste de um bairro Acadêmico, do Distrito da Marinha, Porto Residencial, Distrito da Marina e Recinto Industrial. 
É um membro do Dubai World.